# Moana (Vorname)
Moana ist ein weiblicher Vorname und kommt aus einer polynesischen Sprache wie Maori, Hawaiisch oder Tahitianisch. Dort können auch männliche Personen diesen Namen tragen. Die ursprüngliche Bedeutung des polynesischen Wortes moana ist ‘Meer’.

## Bedeutung
Auf Maori bedeutet Moana das Meer, Ozean, große Wasserfläche. Im Hawaiischen wird Moana unter anderem für Ozean, offene See aber auch für den See als Binnengewässer verwendet und um Weite auszudrücken.

## Bekannte Namensträgerinnen
- Moana Carcasses Kalosil (* 1963), Politiker und ehemaliger Premierminister von Vanuatu
- Moana Delle (* 1989), deutsche Windsurferin
- Moana Maniapoto (* 1961), neuseeländische Sängerin, Songwriterin und Dokumentarfilmerin
- Moana Pozzi (1961–1994), italienische Schauspielerin
- Salome Moana (* 1994), Schweizer Sängerin und Komponistin

## Kunst und Kultur
- Moana ist eine Figur im dritten Band von Astrid Lindgrens Kinderbuchserie Pippi Langstrumpf. In Pippi in Taka-Tuka-Land heißt so ein Südseemädchen, mit dem Pippi, Thomas und Annika regelmäßig spielen.[2]
- Moana (2016), Originaltitel des Zeichentrickfilms, der mit deutschem Titel Vaiana erschienen ist